# Michał Bergson
Michał Bergson (Bergsohn) o Michel Bergson (Varsovia 20 de mayo de 1820 - Londres 9 de marzo de 1898) fue un compositor nacido en Varsovia y pianista polaco, el promotor de Chopin, hijo de Gabriel Berensohn, nieto de Berek y Temerl Bergson, y bisnieto de Samuel Zbytkower. Dos de sus hijos fueron un influyente filósofo francés Henri-Louis Bergson y un artista y ocultista Moina Mathers, esposa de Samuel Liddell MacGregor Mathers.
Aprendió de F. Schneider, Carl Friedrich Rungenhagen, y W. Taubert y trabajó principalmente en Italia y Suiza. En 1863 Michel Bergson se convirtió en profesor en el Conservatorio de Ginebra, y más tarde fue su cabeza. Bergson casó más tarde oriundo de Yorkshire, Katherine Levison, vivían en Londres, Inglaterra y Francia, finalmente se estableció allí. Murió en Londres.

## Obras principales
- operas Luisa di Montfort (performed in 1847) and Salvator Rosa
- operetta Qui va à la chasse, perd sa place (1859)
- mazurka, Opp. 1 and 48
- Le Rhin, Op. 21
- 12 Études caractéristiques
- songs and others